# Jaudrais
Jaudrais est une commune française située dans le département d'Eure-et-Loir en région Centre-Val de Loire.

## Géographie

### Situation
La commune se situe dans le Thymerais, une région du Perche.

Situation géographique
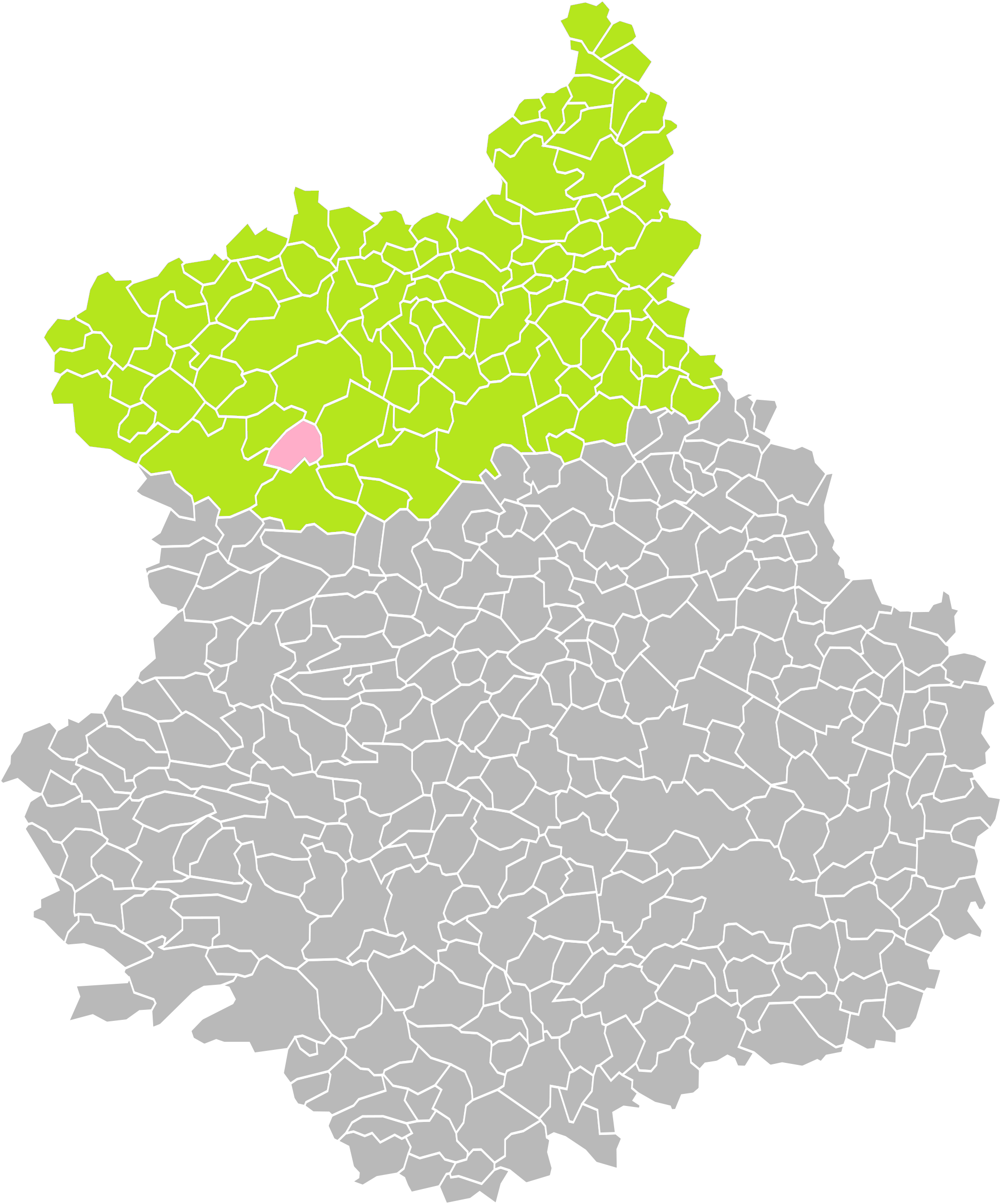
Jaudrais dans son arrondissement.
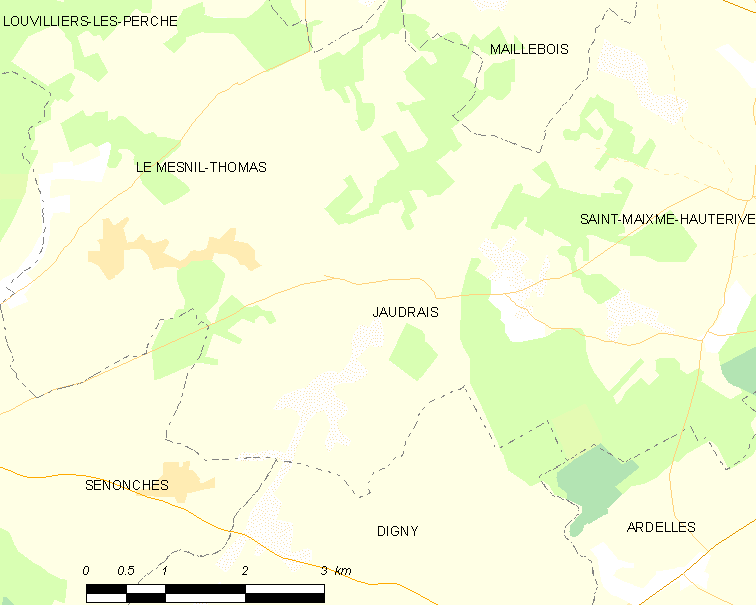
Carte de la commune de Jaudrais.

### Communes limitrophes
|                  | Maillebois |                        |
| Le Mesnil-Thomas | Jaudrais   | Saint-Maixme-Hauterive |
| Senonches        | Digny      |                        |

### Climat
Pour des articles plus généraux, voir Climat du Centre-Val de Loire et Climat d'Eure-et-Loir.
En 2010, le climat de la commune est de type climat océanique dégradé des plaines du Centre et du Nord, selon une étude du CNRS s'appuyant sur une série de données couvrant la période 1971-2000. En 2020, Météo-France publie une typologie des climats de la France métropolitaine dans laquelle la commune est exposée à un climat océanique altéré et est dans la région climatique  Sud-ouest du bassin Parisien, caractérisée par une faible pluviométrie, notamment au printemps (120 à 150 mm) et un hiver froid (3,5 °C). 
Pour la période 1971-2000, la température annuelle moyenne est de 10,2 °C, avec une amplitude thermique annuelle de 14,6 °C. Le cumul annuel moyen de précipitations est de 668 mm, avec 11,4 jours de précipitations en janvier et 7,9 jours en juillet. Pour la période 1991-2020, la température moyenne annuelle observée sur la station météorologique de Météo-France la plus proche, sur la commune de Senonches à 7 km à vol d'oiseau, est de 10,7 °C et le cumul annuel moyen de précipitations est de 817,0 mm,. Pour l'avenir, les paramètres climatiques de la commune estimés pour 2050 selon différents scénarios d'émission de gaz à effet de serre sont consultables sur un site dédié publié par Météo-France en novembre 2022.

## Urbanisme

### Typologie
Au 1er janvier 2024, Jaudrais est catégorisée commune rurale à habitat dispersé, selon la nouvelle grille communale de densité à 7 niveaux définie par l'Insee en 2022.
Elle est située hors unité urbaine et hors attraction des villes,.

### Occupation des sols
L'occupation des sols de la commune, telle qu'elle ressort de la base de données européenne d’occupation biophysique des sols Corine Land Cover (CLC), est marquée par l'importance des territoires agricoles (75 % en 2018), une proportion identique à celle de 1990 (75 %). La répartition détaillée en 2018 est la suivante : 
terres arables (66,5 %), forêts (25 %), zones agricoles hétérogènes (6,7 %), prairies (1,8 %). L'évolution de l’occupation des sols de la commune et de ses infrastructures peut être observée sur les différentes représentations cartographiques du territoire : la carte de Cassini (XVIIIe siècle), la carte d'état-major (1820-1866) et les cartes ou photos aériennes de l'IGN pour la période actuelle (1950 à aujourd'hui).

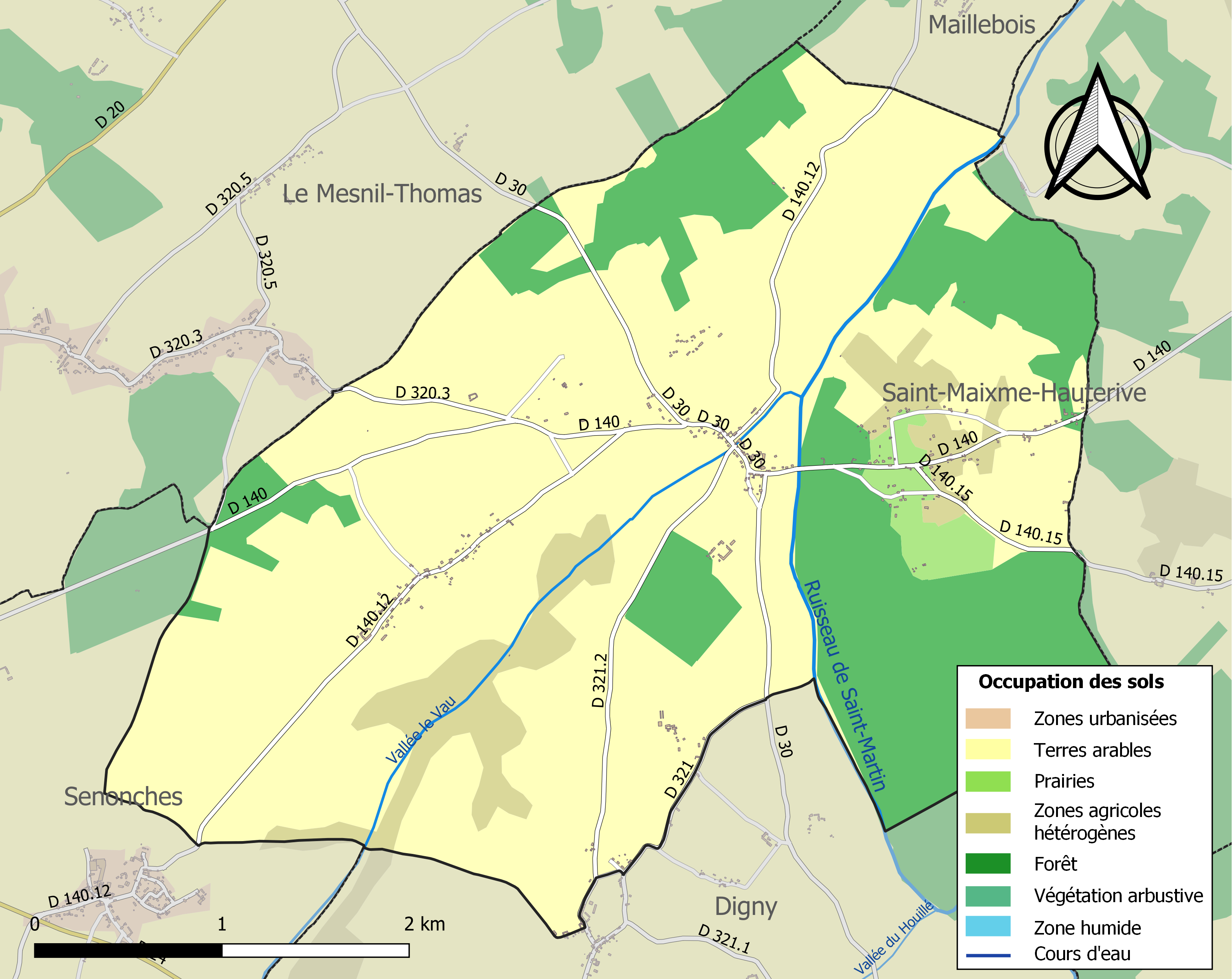
Carte des infrastructures et de l'occupation des sols de la commune en 2018 (CLC).

### Risques majeurs
Le territoire de la commune de Jaudrais est vulnérable à différents aléas naturels : météorologiques (tempête, orage, neige, grand froid, canicule ou sécheresse), inondationset séisme (sismicité très faible). Il est également exposé à un risque technologique, le transport de matières dangereuses. Un site publié par le BRGM permet d'évaluer simplement et rapidement les risques d'un bien localisé soit par son adresse soit par le numéro de sa parcelle.

#### Risques naturels
Certaines parties du territoire communal sont susceptibles d’être affectées par le risque d’inondation par débordement de cours d'eau, notamment le ruisseau de Saint-Martin. La commune a été reconnue en état de catastrophe naturelle au titre des dommages causés par les inondations et coulées de boue survenues en 1999,.

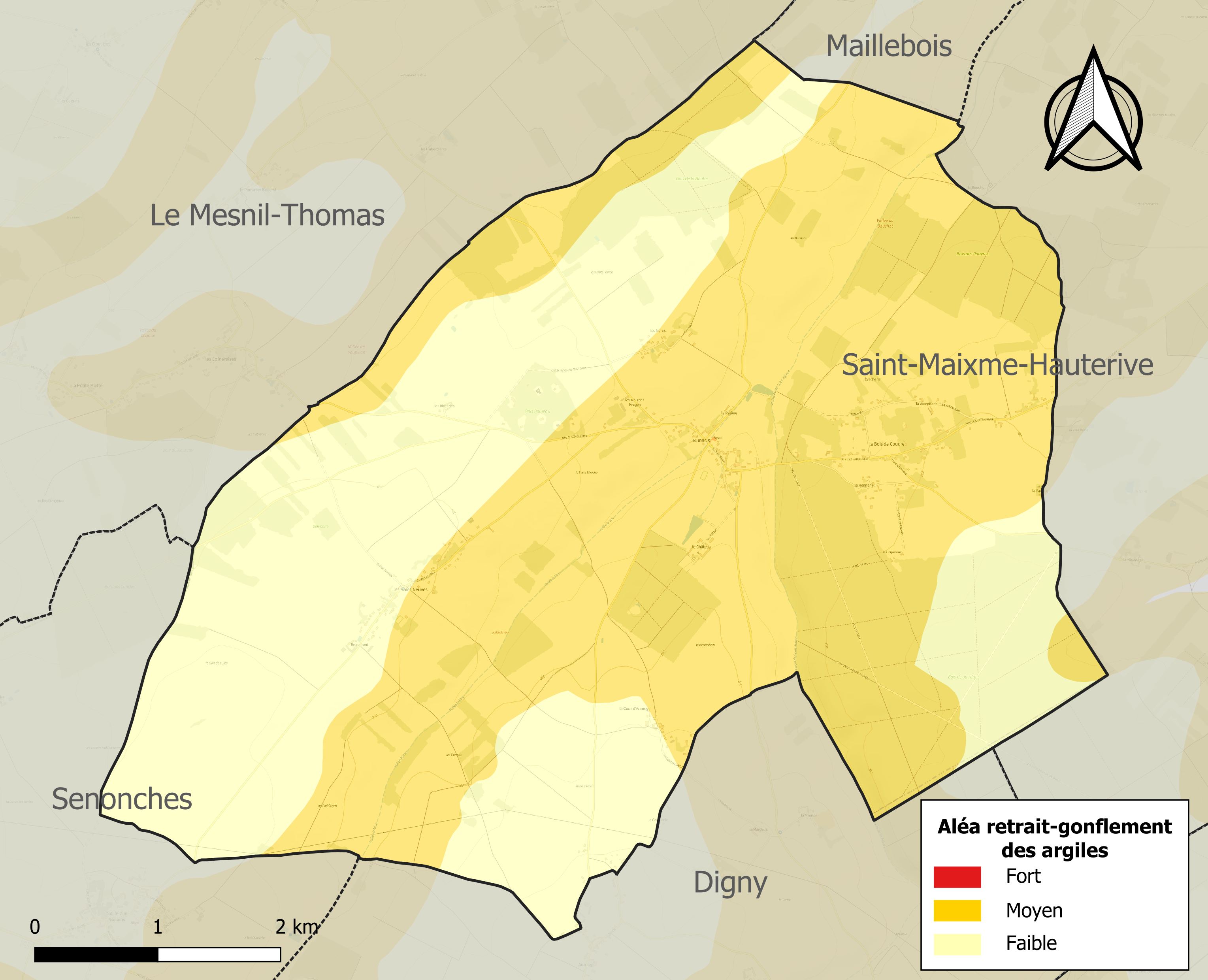
Carte des zones d'aléa retrait-gonflement des sols argileux de Jaudrais.

Le retrait-gonflement des sols argileux est susceptible d'engendrer des dommages importants aux bâtiments en cas d’alternance de périodes de sécheresse et de pluie. 60,6 % de la superficie communale est en aléa moyen ou fort (52,8 % au niveau départemental et 48,5 % au niveau national). Sur les 197 bâtiments dénombrés sur la commune en 2019, 149 sont en aléa moyen ou fort, soit 76 %, à comparer aux 70 % au niveau départemental et 54 % au niveau national. Une cartographie de l'exposition du territoire national au retrait gonflement des sols argileux est disponible sur le site du BRGM,.
Concernant les mouvements de terrains, la commune a été reconnue en état de catastrophe naturelle au titre des dommages causés par des mouvements de terrain en 1999.

#### Risques technologiques
Le risque de transport de matières dangereuses sur la commune est lié à sa traversée par des infrastructures routières ou ferroviaires importantes ou la présence d'une canalisation de transport d'hydrocarbures. Un accident se produisant sur de telles infrastructures est en effet susceptible d’avoir des effets graves au bâti ou aux personnes jusqu’à 350 m, selon la nature du matériau transporté. Des dispositions d’urbanisme peuvent être préconisées en conséquence.

## Toponymie
Le nom de la localité est attesté sous la forme Ridus Gendriscus au IXe siècle comportant l'élément explicatif ridus (rito), (gué).
L'abbé Guy Villette signale pour Jaudrais, de * Gandriscum, « terres de Gandric ».

## Histoire

### Époque contemporaine

#### XIXesiècle
Le 18 novembre 1870, durant la guerre franco-prussienne, eut lieu, l'affaire de Jaudrais ou fut engagé le 90e régiment provisoire composé de la garde nationale mobile de la Sarthe et de la garde nationale mobile de la Corrèze.

#### XXesiècle
Entre le 29 janvier 1939 et le 8 février, plus de 2 000 réfugiés espagnols fuyant l'effondrement de la république espagnole devant les troupes de Franco, arrivent en Eure-et-Loir. Devant l'insuffisance des structures d'accueil (le camp de Lucé et la prison de Châteaudun rouverte pour l’occasion), 53 villages sont mis à contribution, dont Jaudrais. Les réfugiés, essentiellement des femmes et des enfants (les hommes sont désarmés et retenus dans le Sud de la France), sont soumis à une quarantaine stricte, vaccinés, le courrier est limité, le ravitaillement, s'il est peu varié et cuisiné à la française, est cependant assuré. Une partie des réfugiés rentrent en Espagne, incités par le gouvernement français qui facilite les conditions du retour, mais en décembre, 922 ont préféré rester et sont rassemblés à Dreux et Lucé.

## Politique et administration

### Liste des maires
| Période   | Période  | Identité           | Étiquette | Qualité                                         |
| --------- | -------- | ------------------ | --------- | ----------------------------------------------- |
| 2001      | 2008     | Raymond Granger    |           |                                                 |
| 2008      |          | Francisco Dos Reis | DVD       | Retraité                                        |
| mars 2014 | En cours | Francis Dos Reis,  |           | Ancien artisan, commerçant ou chef d'entreprise |

## Population et société

### Démographie
| 1793 | 1800 | 1806 | 1821 | 1831 | 1836 | 1841 | 1846 | 1851 |
| ---- | ---- | ---- | ---- | ---- | ---- | ---- | ---- | ---- |
| 305  | 337  | 366  | 358  | 375  | 369  | 371  | 339  | 326  |

| 1856 | 1861 | 1866 | 1872 | 1876 | 1881 | 1886 | 1891 | 1896 |
| ---- | ---- | ---- | ---- | ---- | ---- | ---- | ---- | ---- |
| 331  | 312  | 314  | 318  | 313  | 298  | 305  | 291  | 259  |

| 1901 | 1906 | 1911 | 1921 | 1926 | 1931 | 1936 | 1946 | 1954 |
| ---- | ---- | ---- | ---- | ---- | ---- | ---- | ---- | ---- |
| 240  | 236  | 237  | 218  | 216  | 188  | 184  | 181  | 169  |

| 1962 | 1968 | 1975 | 1982 | 1990 | 1999 | 2006 | 2008 | 2013 |
| ---- | ---- | ---- | ---- | ---- | ---- | ---- | ---- | ---- |
| 177  | 140  | 158  | 175  | 184  | 261  | 331  | 351  | 372  |

| 2018 | 2022 | - | - | - | - | - | - | - |
| ---- | ---- | - | - | - | - | - | - | - |
| 419  | 409  | - | - | - | - | - | - | - |

## Culture locale et patrimoine

### Lieux et monuments

#### Église Saint-Jean-Baptiste
Très endommagée en juin 1940, la nef fut démolie.
Chœur.
Fenêtre d’axe (baie n°0), vers 1520 et XIXe s,  Classé MH (1975).
Composition. 3 lancettes trilobées ; tympan à 5 ajours.
Verre transparent.
Têtes de lancette. Fragments du Calvaire, vers 1520, hauteur : 1 m, largeur : 1,40 m ; à gauche, soleil et têtes d’anges ; au centre, Pélican symbolique ; à droite, la lune, tête d’ange ; inscription :.
Tympan. Soufflets : motifs décoratifs XIXe s. Écoinçons : têtes d’anges et fleurs de lys, vers 1520.
Charpente.

#### Ancien château de Jaudrais
Du château datant de la guerre de Cent Ans ne subsistent que les ruines du donjon et les restes des douves, en partie comblées par les chutes provenant des étages du château.